# Ramón Rodríguez da Silva
Ramón Rodríguez da Silva (Ipiaú, 22 agosto 1990) è un ex calciatore brasiliano, di ruolo difensore.

## Caratteristiche tecniche
Difensore centrale, può giocare come terzino destro.

## Palmarès

### Club

#### Competizioni nazionali
- Campionato slovacco: 1

AS Trenčín: 2014-2015